# Paraechinus aethiopicus
Il riccio del deserto (Paraechinus aethiopicus Ehrenberg, 1832) è una specie di riccio della famiglia degli Erinaceidi che vive, come indica il nome, nei deserti e nelle steppe aride dell'Africa settentrionale e della penisola arabica.

## Descrizione
Dalla testa alla base della coda misura 15–25 cm, mentre quest'ultima è lunga 1–4 cm; i maschi possono pesare fino a 435 g, mentre le femmine non superano i 310 g. Come tutti i ricci, anche quello del deserto è ricoperto da un fitto rivestimento di aculei, ha un muso allungato ed è in grado di arrotolarsi a palla quando si sente minacciato. Sua principale caratteristica distintiva è il contrasto cromatico tra il colore scuro del muso e la larga fascia bianca priva di spine che si estende attraverso la faccia fin sui fianchi. Le orecchie sono relativamente brevi e arrotondate, come quelle di altri membri del suo genere, e sulla fronte si trova una piccola zona glabra. Le zampe sono lunghe e di colore scuro. La parte inferiore del riccio del deserto è ricoperta da una morbida pelliccia, generalmente costituita da peli misti di colore nero, marrone e bianco, mentre le spine sul dorso sono di colore chiaro, con due bande scure. Come altri membri del suo genere, ha una colorazione piuttosto variabile, e non è raro trovare sia individui quasi completamente bianchi che altri completamente scuri.
Gli studiosi riconoscono varie sottospecie di riccio del deserto, e la specie può essere distinta dal riccio di Brandt (Paraechinus hypomelas), dall'aspetto molto simile, per le dimensioni più piccole, la colorazione più chiara e la fascia bianca sulla faccia.

## Biologia
Il riccio del deserto è attivo di notte. Specie solitaria, si aggira in cerca di cibo sul terreno, nutrendosi di una vasta gamma di insetti e di altri invertebrati, nonché, all'occasione, di piccoli vertebrati, delle uova e dei nidiacei di specie di uccelli che nidificano al suolo e perfino di specie come gli scorpioni. In alcuni casi documentati, alcuni esemplari hanno consumato anche sostanze di origine vegetale, tra cui la frutta. Il riccio del deserto entra in ibernazione tra gennaio e febbraio, quando le temperature sono più fresche, e può anche ridurre molto l'attività durante i mesi più caldi, quando il cibo è scarso.
La riproduzione ha inizio in marzo, al termine del periodo di ibernazione. La femmina di riccio del deserto dà alla luce fino a un massimo di sei piccoli, in una galleria o in un nido ben nascosto, dopo un periodo di gestazione di circa 30-40 giorni. I piccoli nascono sordi e ciechi, con le spine situate appena sotto l'epidermide per impedire che la madre rimanga ferita durante il parto. Le spine emergono in superficie nel giro di poche ore, e gli occhi si aprono dopo circa 21 giorni. I giovani ricci del deserto vengono svezzati dopo circa 40 giorni. Si ritiene che la femmina dia alla luce una sola nidiata all'anno.

## Distribuzione e habitat
Il riccio del deserto è ampiamente distribuito in tutta l'Africa settentrionale, da Marocco e Mauritania, ad ovest, fino a Egitto, Sudan, Eritrea ed Etiopia, ad est. È presente anche nel Medio Oriente e attraverso quasi tutta la penisola arabica, nonché, forse, a Gran Canaria, un'isola delle Canarie, dove si ritiene sia stato introdotto dall'uomo.
Come indica chiaramente il nome comune, il riccio del deserto vive nei deserti, nelle steppe aride e in altri terreni semidesertici. Predilige aree come le oasi e gli uidian in cui cresce un po' di vegetazione, dove è più facile trovare cibo, ed è stato segnalato anche in giardini, aree coltivate e aree boschive aperte. In Egitto, è stato segnalato che la specie trascorre le ore del giorno riparata tra le falesie.

## Tassonomia
Ne vengono ufficialmente riconosciute cinque sottospecie:
- P. a. aethiopicus Ehrenberg, 1832;
- P. a. albatus Thomas, 1922;
- P. a. deserti Loche, 1858;
- P. a. ludlowi Thomas, 1919;
- P. a. pectoralis Heuglin, 1861.